# Chè Shan tuyết
Chè Shan Tuyết là loại chè đặc sản Việt Nam có búp to màu trắng xám, dưới lá chè có phủ 1 lớp lông tơ mịn, trắng nên người dân gọi là chè tuyết. Chè Shan Tuyết có mùi thơm dịu, nước vàng sánh màu mật ong. Chè được chế biến theo phương pháp thủ công của người dân tộc Tày, Mông, Dao.
Shan Tuyết, có nghĩa là "Tuyết trên núi," là giống chè cổ thụ mọc trên những dãy núi cao. Lá và búp chè Shan Tuyết được phủ một lớp nhung trắng như tuyết, đặc điểm độc đáo mà các giống chè trồng ở vùng trung du và đồng bằng không có được.
Cây chè là loại cây cổ thụ, mọc cao đến vài mét, khi hái chè phải trèo hẳn lên cây. Có những gốc chè vài người ôm không xuể. Nằm ở khu vực có độ cao hơn 1200 mét, mây mù bao phủ quanh năm, sự chênh lệch về nhiệt độ giữa ngày và đêm lớn cùng với điều kiện khí hậu thổ nhưỡng tạo cho Chè Shan tuyết có chất lượng tốt. Chè Shan tuyết thông thường được canh tác hoàn toàn tự nhiên không sử dụng bất cứ một hóa chất hay phân bón nên được xem là chè sạch.
Chè shan tuyết cổ thụ được trồng lâu đời qua các thế hệ của người dân tộc Tày, Dao, Mông, có những vườn chè shan tuyết có tuổi thọ vài trăm năm, chè shan tuyết cổ thụ có nhiều ở các tỉnh Hà Giang, Bắc Kạn, Điện Biên, Lào Cai, Yên Bái.
Tại Hà Giang, chè Shan tuyết phổ biến ở các huyện Bắc Quang, Hoàng Su Phì, Quang Bình, Xín Mần. Đặc biệt, huyện Hoàng Su Phì có diện tích chè lớn nhất với 4.650 ha, trong đó 3.600 ha cây chè đang cho sản phẩm, đạt tổng sản lượng hàng năm hơn 14.000 tấn búp chè tươi.
Huyện Hoàng Su Phì còn đặc biệt sở hữu 1.200 cây chè Shan tuyết được Hội Bảo vệ Thiên nhiên và Môi trường Việt Nam công nhận là Cây Di sản Việt Nam. Điều này có ý nghĩa quan trọng trong việc bảo tồn cây chè cổ thụ, mang nguồn gen quý, góp phần nâng cao giá trị của chè Shan tuyết và tăng thu nhập cho bà con các dân tộc trong vùng.
Nhân dịp tiếp thủ tướng Malaysia là Mahathir Mohamad sang thăm Việt Nam năm 2019, thủ tướng Nguyễn Xuân Phúc đã tặng một gói chè Shan tuyết cho ông như là một đặc sản của Việt Nam.